# 伊年加皮

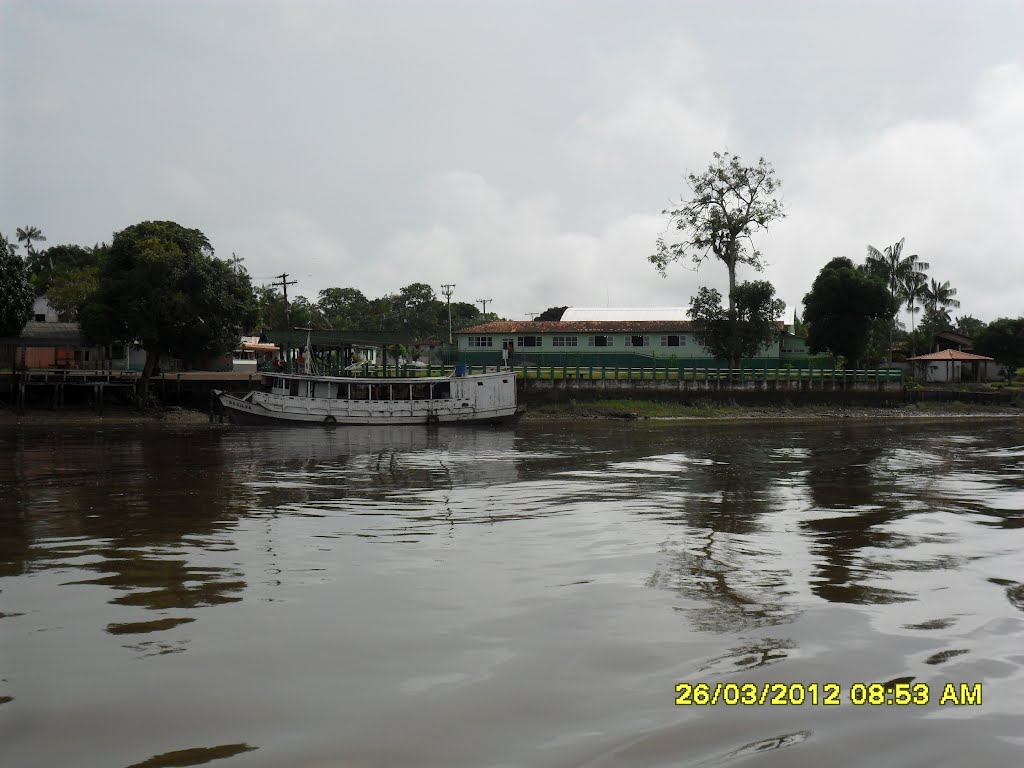
伊年加皮

伊年加皮（葡萄牙語：Inhangapi），是巴西的城鎮，位於該國北部，由帕拉州負責管轄，始建於1943年12月30日，面積471.15平方公里，海拔高度204米，2010年人口10,064，人口密度每平方公里21.36人。